# Артем Мачекін
Артем Мачекін (20 січня 1991) — білоруський плавець. Учасник Чемпіонату світу з плавання на короткій воді 2018 на дистанції 50 метрів вільним стилем. Учасник Чемпіонату світу з водних видів спорту 2019 у трьох дисциплінах.